# Naloxegol
Naloxegol, es vendido bajo las marcas Movantik y Moventig, es un medicamento utilizado para el estreñimiento inducido por opioides en personas con dolor crónico no relacionado con el cáncer.  Puede utilizarse cuando los laxantes no son eficaces.  Este medicamento se toma por vía oral.  Generalmente no afecta el manejo del dolor. 
Los efectos secundarios de este medicamento  incluyen dolor abdominal, diarrea, náuseas y dolor de cabeza;  otros efectos secundarios pueden incluir abstinencia de opioides y perforación gastrointestinal . El  uso de este medicamento  durante el embarazo no ha demostrado causar daños; sin embargo, dicho uso no ha sido bien estudiado.  Químicamente es naloxona unida al polietilenglicol .  Es un antagonista del receptor μ-opioide de acción periférica, que impide que los opioides se unan a los receptores en el intestino. 
Este medicamento fue aprobado para uso médico en los Estados Unidos y Europa en 2014.   En Estados Unidos costaba alrededor de 360 USD al mes a partir de 2021.  Esta cantidad en el Reino Unido le cuesta al NHS aproximadamente 55 libras esterlinas.  A partir de 2015 ya no es una sustancia controlada en los Estados Unidos. 